# Люка Перрен
Люка Перрен (фр. Lucas Perrin, нар. 19 листопада 1998, Марсель, Франція) — французький футболіст, захисник бельгійського клубу «Серкль».

## Ігрова кар'єра

### Клубна
Люка Перрен народився у місті Марсель і з шестирічного віку почав займатися футболом у школі місцевого клубу «Олімпік». З 2015 року футболіста почали залучати до тренувань та матчів другої клубної команди. За основу захисник дебютував у вересні 2019 року, коли вийшов у стартовому складі на матчі Ліги 1 проти «Діжона». Влітку 2020 року Перрен продовжив контракт із марсельським «Олімпіком».
Та не маючи постійної ігрової практики у «Марселі», у липні 2021 року Перрен відправився в оренду у «Страсбур». Відігравши там повний сезон, через рік футболіст підписав з клубом контракт на постійній основі.
30 серпня 2024 року перейшов у клуб другої німецької Бундесліги «Гамбург».

### Збірна
У 2013 році Люка Перрен провів одну гру у складі юнацької збірної Франції (U-16).

## Титули
Марсель
 Віце-чемпіон Франції: 2019/20